# エベリン・ウィトキン
エベリン・ウィトキン（Evelyn M. Witkin, 1921年3月9日 - 2023年7月8日）は、アメリカ合衆国の遺伝学者。DNA損傷応答の研究で知られる。

## 来歴
大腸菌の特定の菌株の放射線耐性に関する論文により、1947年にコロンビア大学から動物学のPh.Dを取得。コールド・スプリング・ハーバー研究所のサルバドール・エドワード・ルリアの下でポスドクとなり、のちに独立して研究グループのリーダーとなった。 1955年にニューヨーク州立大学医学部に移籍、1971年ラトガーズ大学教授に就任、1991年に退職。

## 受賞歴
- 1977年 - シャルル＝レオポール・メイエ賞
- 2000年 - トーマス・ハント・モーガン・メダル
- 2002年 - アメリカ国家科学賞
- 2015年 - アルバート・ラスカー基礎医学研究賞、ワイリー賞

## 参照
- Rutgers Celebrates World-Renowned Geneticist Evelyn Witkin as She Turns 100
- Evelyn M. Witkin